# شانکار ۲۲۸۱۷
سیارک ۲۲۸۱۷ (به انگلیسی: 22817 Shankar، نامگذاری:1999RC23) بیست و دو هزار و هشتصد و هفدهمین سیارک کشف شده‌است که در ۷ سپتامبر ۱۹۹۹ کشف شد.
قدر مطلق سیارک برابر ۱۲.۳ است.